# Mitrailleuse lourde
 (janvier 2020).
Si vous disposez d'ouvrages ou d'articles de référence ou si vous connaissez des sites web de qualité traitant du thème abordé ici, merci de compléter l'article en donnant les références utiles à sa vérifiabilité et en les liant à la section « Notes et références ».

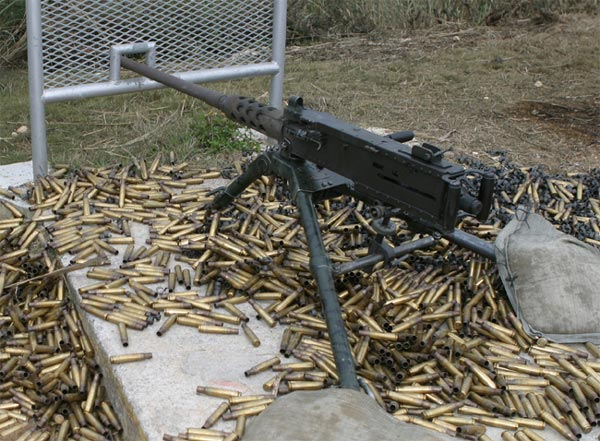
La mitrailleuse M2 Browning avec un trépied pèse 58 kg.

Une mitrailleuse lourde ou HMG (anglais : Heavy Machine Gun) est une classe de mitrailleuse de dimension et masse plus importante que les mitrailleuses légères ou les fusils mitrailleuses. L'usage de munitions de calibre supérieur augmente également le pouvoir destructeur de ces armes. Du fait de leur poids et encombrement important, elles sont destinées à être montées sur des trépieds ou des véhicules.
Il existe en réalité deux classes d'armes généralement reconnues et identifiées comme des mitrailleuses lourdes. La première ne correspond qu'à des armes de la Première Guerre mondiale, identifiées comme « lourdes » en raison de leur poids et de leur encombrement.
La seconde est composée de toutes les mitrailleuses de gros calibre (12,7 x 99 mm, 12,7 × 108 mm, 14,5 × 114 mm ou plus), lancées par John Browning avec la mitrailleuse M2, conçues pour fournir une portée et une pénétration supérieures aux mitrailleuses classiques, ainsi qu'une puissance destructrice contre les véhicules, les bâtiments, les avions et les fortifications légères.

## Classification
Le terme était à l'origine utilisé pour désigner la première génération de mitrailleuses qui a été largement utilisée pendant la Première Guerre mondiale. Ces armes ne tiraient que des munitions « légères » telles que le 7,92 Mauser, le .303 British ou le 7,62 × 54 mm R, mais était d'une construction lourde, notamment à cause de composants internes (et externes) complexes et massifs, ainsi que des mécanismes de refroidissement par eau destinés à permettre un tir automatique soutenu à longue portée en gardant une bonne précision.
Ces caractéristiques se sont traduites par un encombrement trop lourd pour des déplacements rapides, ainsi que par la nécessité d'une équipe de plusieurs soldats pour les faire fonctionner. Ainsi, dans ce sens, l'aspect « lourd » de l'arme faisait référence au volume de l'arme et à sa capacité à soutenir le feu, et non au calibre de la cartouche. Cette classe d'armes était mieux illustrée par la Maxim gun, inventé par l'inventeur américain Hiram Maxim, qui a émigré en Angleterre pour commercialiser sa conception et est devenu un sujet britannique en 1900. La Maxim était la mitrailleuse la plus omniprésente de la Première Guerre mondiale, dont des variantes étaient mises en service simultanément par trois nations belligérantes distinctes (l'Allemagne avec la MG 08, la Grande-Bretagne avec les Vickers et la Russie avec le PM M1910).

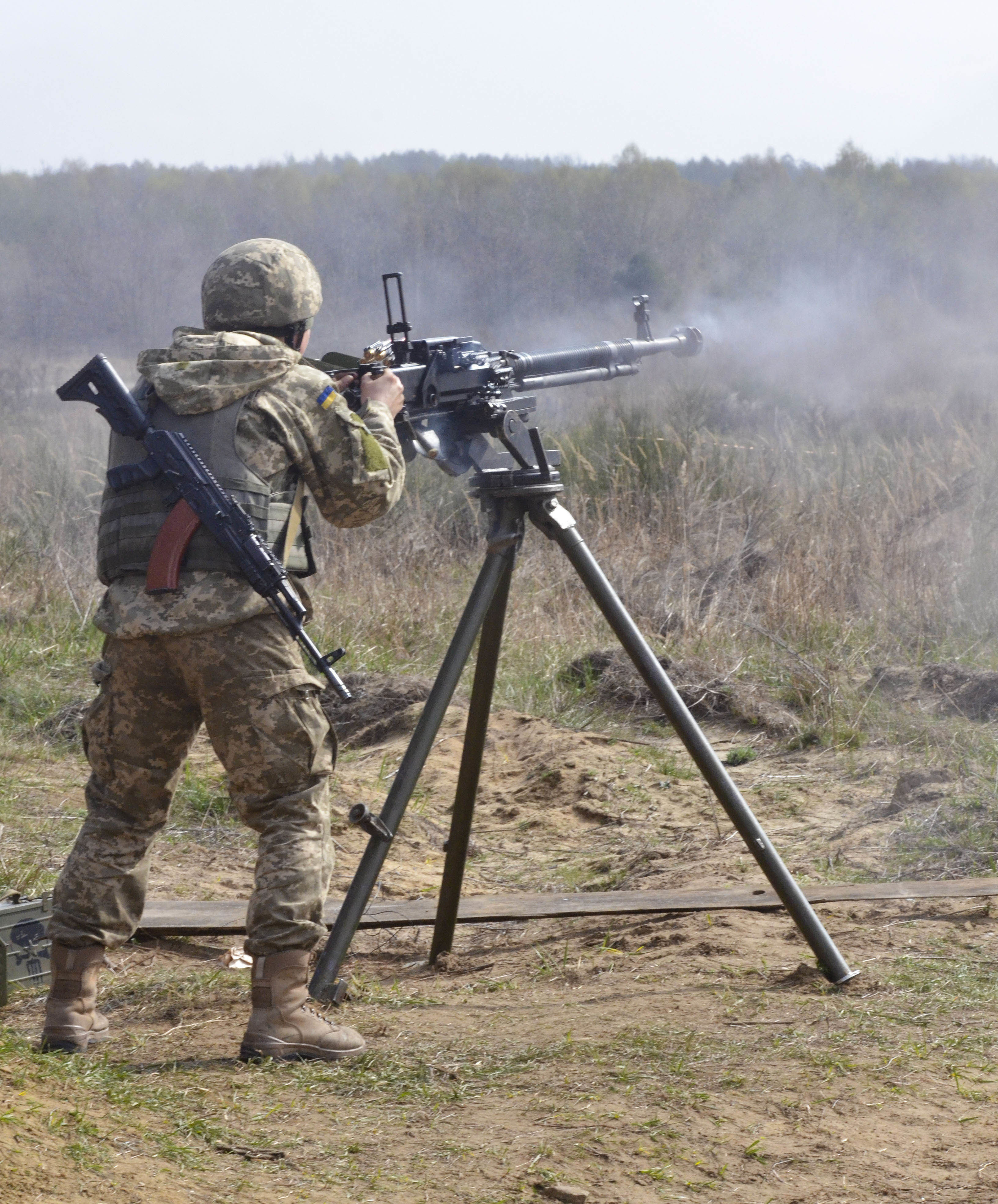
DShK dans sur un trépied lourd.

La définition moderne fait référence à une classe de mitrailleuses de gros calibre (généralement .50 ou 12,7 mm), lancée par John Moses Browning avec la mitrailleuse M2. En ce sens, l'aspect « lourd » de l'arme fait référence à sa puissance et à sa portée supérieures aux armes de calibre léger et moyen, en plus de son poids. Cette classe de mitrailleuse a été largement utilisée pendant la Seconde Guerre mondiale, lorsque le M2 a été intégré dans les fortifications (anti-personnel et DCA légère), les véhicules et les avions des forces américaines. Une capacité HMG similaire a ensuite été mise en service par les Soviétiques sous la forme du DShK de Vasily Degtyaryov en 12,7 × 108 mm.
L'omniprésente mitrailleuse polyvalente allemande MG42, bien que parfaitement adaptée au combat d'infanterie, n'avait pas la capacité anti-fortification et anti-véhicule du M2, un fait qui a été noté et déploré par les Allemands. Il ne s'agit donc pas d'une mitrailleuse lourde.
Actuellement, des mitrailleuses de calibres plus petits que 10 mm sont généralement considérés comme des mitrailleuses moyennes et légères, tandis que les plus de 15 mm sont généralement classés comme autocanons et non comme mitrailleuses lourdes.

## Histoire
À la fin du XIXe siècle, les Gatling gun et d'autres types d'armes à alimentation externe tels que le Nordenfelt étaient fabriqués dans une grande variété de calibres, tels que 0.5 pouce et 1 pouce. En raison de leurs multiples canons, la surchauffe n'était pas vraiment un problème, mais ils étaient également assez lourds.
Lorsque Maxim a développé sa mitrailleuse à recul utilisant un seul canon, sa première conception pesait moins de 12 kg et tirait une munition de calibre .45 dans un canon de 24 pouces (environ 61 cm). Une photo célèbre de Maxim le montrait ramassant le prototype par son trépied de 15 lb (7 kg) avec un bras. Il était similaire aux mitrailleuses moyennes actuelles, mais il ne pouvait pas tirer pendant de longues périodes en raison d'une surchauffe importante du canon. En conséquence, Maxim a créé un système de refroidissement par eau, avec l’inconvénient d’un surpoids important, tout comme le passage à des munitions plus puissantes.
Il y avait donc deux principaux types d'armes lourdes à tir rapide : les mitrailleuses à canon multiple à alimentation manuelle et les canons Maxim à canon unique. À la fin du XIXe siècle, de nombreux nouveaux modèles tels que le M1895 Colt – Browning et Hotchkiss ont été développés, fonctionnant par emprunt des gaz ou par  récupération du recul. De plus, plutôt que l'eau, de nouveaux modèles ont introduit d'autres types de refroidissement du canon, tels que la possibilité de remplacement du canon, des ailettes en métal, des dissipateurs de chaleur ou une combinaison de ceux-ci.
Juste après la Première Guerre mondiale, John Browning réalise sa M2, utilisant une munition de 12,7 x 99 mm initialement destinée à un usage antiaérien mais aussi suffisamment puissante pour détruire les blindés de l'époque. Cette arme devient l'archétype de la mitrailleuse lourde et connaîtra un très grand succès car elle est encore en service de nos jours dans de nombreuses armées. Déployées en grand nombre par les Alliés au cours de la Seconde Guerre mondiale, elles constitueront pour ceux-ci un avantage certain face aux Allemands qui eux ont préféré pour leurs blindés légers des calibres supérieurs comme le 20 mm, certes efficaces, mais beaucoup moins « économiques ».
D'autres nations créent des modèles équivalents, souvent chambrés pour des munitions plus puissantes. Les Britanniques adoptent la Besa tchécoslovaque de 15 x 104 mm, les Italiens et les Japonais, une cartouche de 13,2 x 99 mm, initialement conçue par Hotchkiss en France, qui sera connue par la suite comme 13,2 Breda. La munition de 12,7 x 81 mm, conçue par Vickers au Royaume-Uni, est également employée. Les Américains utiliseront beaucoup la mitrailleuse lourde. L'URSS créa quant à elle, dans les années trente, deux munitions très puissantes : la 12,7 × 108 mm, qui équipera les mitrailleuses Degtiarev et la 14,5 × 114 mm, tout d'abord destinée au fusil antichars mais qui sera en définitive celle d'une mitrailleuse mise au point à la fin des années 1940 par l'ingénieur Vladimirov nommée « KPV », rendue très efficace contre les avions et les blindés légers par l’énergie cinétique très importante du projectile (env. 22 000 J, la 12,7 x 99 mm en dissipant environ 12 000).

## Conceptions

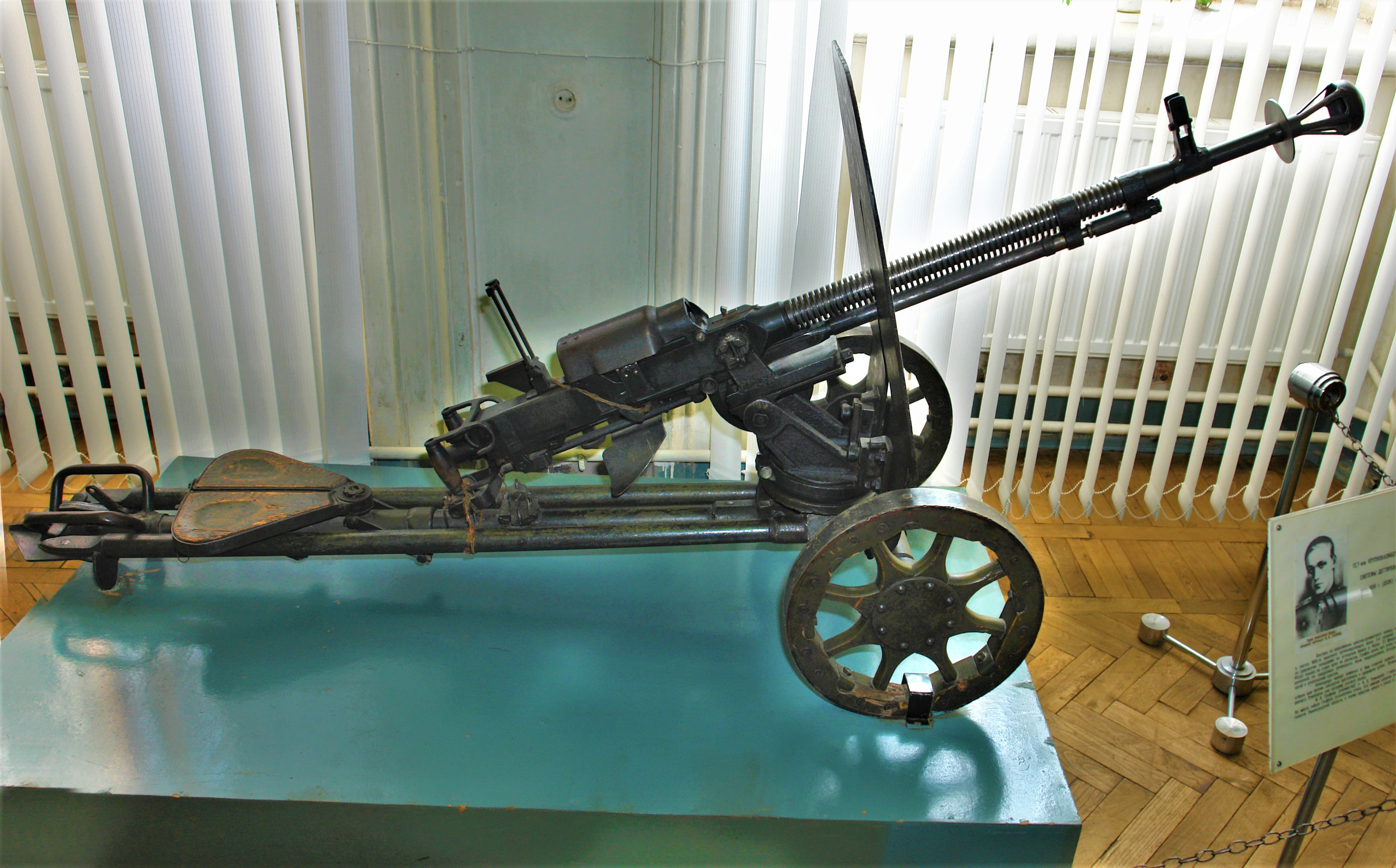
Mitrailleuse lourde DShK montée sur roues.

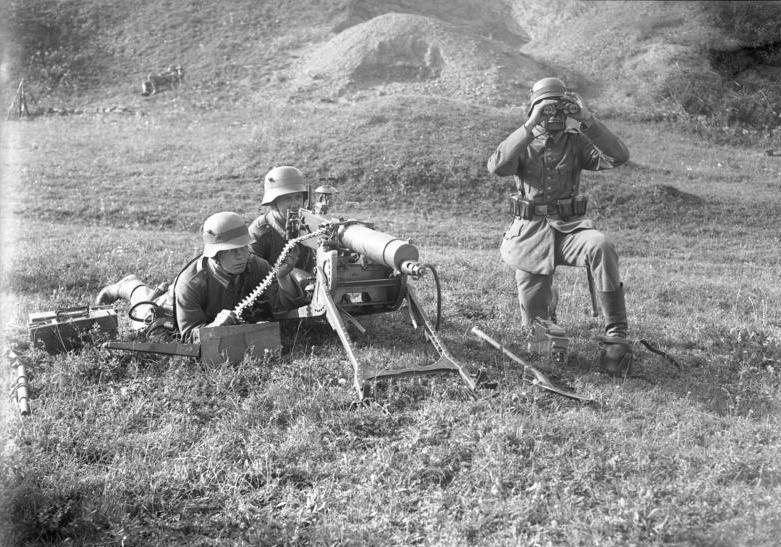
Système MG 08 (7,92 mm) et ses servants vers 1931.

Les mitrailleuses ont divergé dans des conceptions plus lourdes et plus légères. Les modèles ultérieurs de canons Maxim refroidis à l'eau et ses dérivés, le MG 08 et les Vickers, ainsi que la mitrailleuse américaine M1917 Browning, étaient tous des armes imposantes. Le Vickers, par exemple, pesait 33 lb (environ 15 kg) et était monté sur trépied pour un poids total à 50 lb (environ 23 kg). Les conceptions plus lourdes pouvaient, et dans certains cas, tirer pendant des jours, principalement dans des positions défensives fixes pour repousser les attaques d'infanterie. Ces mitrailleuses étaient généralement montées sur des trépieds et étaient refroidies à l'eau, et une équipe bien formée pouvait tirer sans arrêt pendant des heures, tant qu'ils avaient suffisamment de munitions, des canons de remplacement et d'eau de refroidissement. Des mitrailleuses lourdes soigneusement positionnées pouvaient facilement arrêter une force d'attaque.

### Mitrailleuses légères
Cependant, au cours de la même période, un certain nombre de mitrailleuses plus légères et plus portables refroidies par air ont été développées, pesants moins de 30 lb (environ 15 kg). Au cours de la Première Guerre mondiale, elles furent aussi importantes que les modèles plus lourds et étaient utilisés pour soutenir l'infanterie lors de l'attaque, ou montés sur des avions et de nombreux autres types de véhicules.
Les plus légers des nouveaux modèles n'étaient pas capables de tirer automatiquement sur de longue durées, car ils n'avaient pas de refroidissement par eau et étaient alimentés par des chargeurs relativement petits. Essentiellement, les fusils-mitrailleurs avec un bipied, des armes comme le Lewis Gun, le Chauchat et le Madsen, étaient portables par un seul soldat, mais étaient conçus pour des tirs en rafale courte.

### Modèles moyens
Les conceptions moyennes offraient une plus grande flexibilité, soit équipées d'un bipied dans le rôle de mitrailleuse légère, soit sur un trépied ou un autre support en tant mitrailleuses moyennes. Un exemple était la mitrailleuse Hotchkiss M1909 pesant 12,2 kg (27,6 lb), équipée d'un mini-trépied et utilisant des bandes de munitions articulées de 30 balles (mais il y avait aussi une version à alimentation par bande).
Ce type de mitrailleuse polyvalente sera très développé sous des désignations telles que « mitrailleuse universelle » ou « mitrailleuse polyvalente », et finira par remplacer les conceptions refroidies à eau. Ces armes utilisent le remplacement du canon, via des changements rapides, pour réduire la surchauffe, ce qui réduisait encore le poids de l'arme, mais au prix d'augmenter la charge du soldat en raison des canons supplémentaires. Certains modèles antérieurs comme les Vickers avaient déjà cette fonctionnalité, mais destinée principalement à contrer l'usure du canon, car pourvues de refroidissement par eau. C'est dans les années 1920 et 1930 que le remplacement rapide du canon à des fins de refroidissement est devenu plus populaire, dans des armes telles que la ZB vz. 30, le Bren, le MG34 et le MG42.

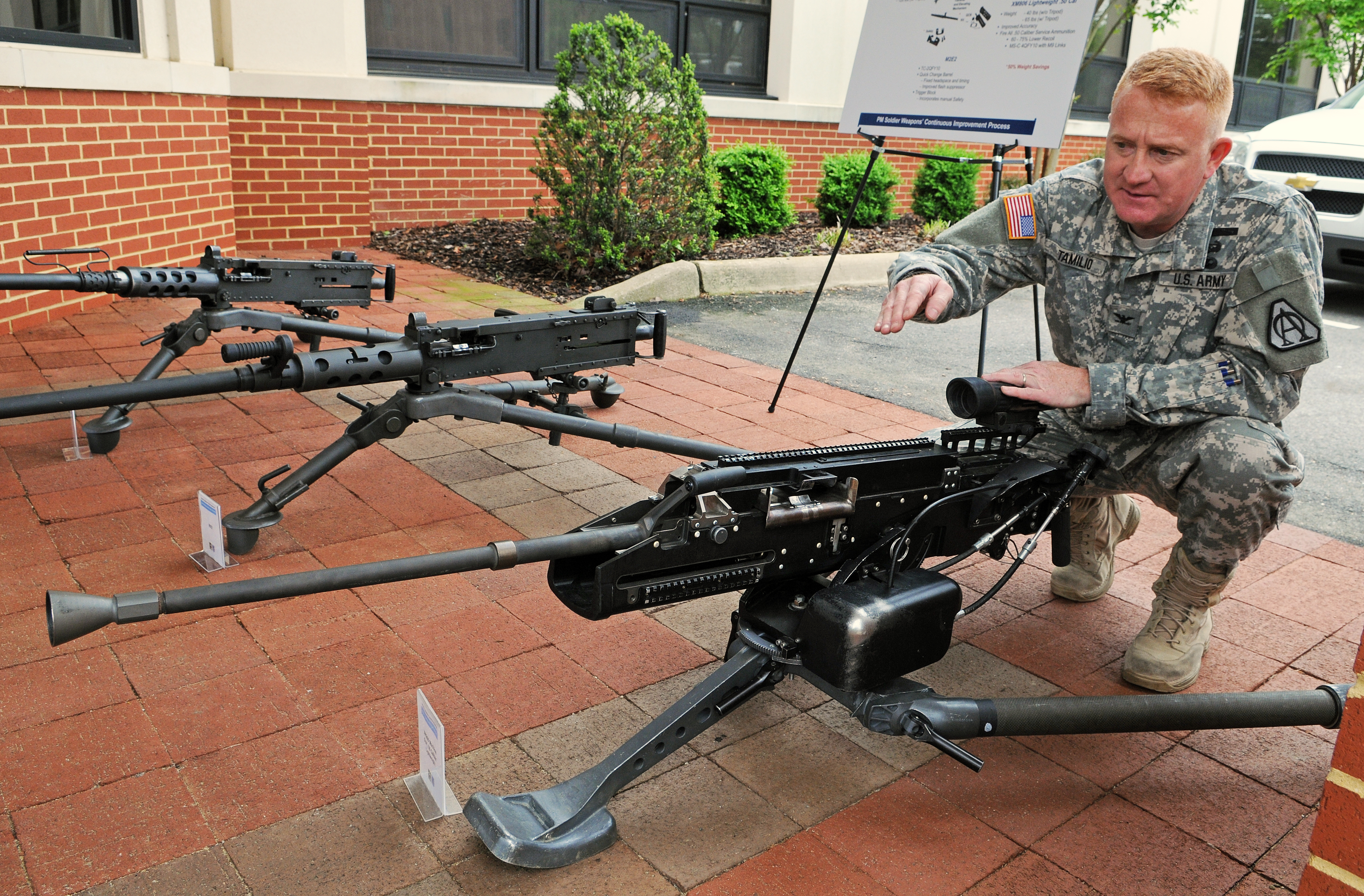
Développements de mitrailleuses lourdes de calibre .50 américain - Browning M2, Canon à changement rapide Browning M2E2, Mitrailleuse légère de calibre.50 XM806 (LW50).

## Seconde Guerre mondiale et après
Les modèles à refroidissement par eau ont continué à être utilisés tout au long de la Seconde Guerre mondiale et jusqu'aux années 1960, mais ont été progressivement remplacés au profit d'armes refroidies par air. Cela était possible en partie parce qu'une position lourde et statique de MG n'était pas une tactique très efficace dans une guerre centrée sur les véhicules, et les conceptions refroidies par air, nettement plus légères, pouvaient presque rivaliser aux capacités des versions refroidies par eau.
Les mitrailleuses de type Gatling telles que le Minigun et le GShG-7.62 sont réapparues après la Seconde Guerre mondiale. Ceux-ci sont généralement montés sur des navires et des hélicoptères à cause de leur poids et de leurs besoins importants en munitions (en raison de leur cadence de tir extrêmement élevée).
Il est à noter que les mitrailleuses lourdes sont certainement les armes les moins souvent remplacées dans les armées, les modèles en usage actuels étant pour la plupart directement dérivés de modèles de la Première et de la Seconde Guerre mondiale, et ce malgré des recherches constantes sur le sujet. L'intérêt des mitrailleuses lourdes revient sur le devant de la scène dû aux nombreux conflits asymétriques, opposant des forces armées professionnelles à des forces terroristes. En effet, les mitrailleuses lourdes, qu'elles soient fixes ou montées sur des véhicules, permettent d'aisément stopper les véhicules faiblement blindés de type pick-up, mais infligent également une réelle pression morale sur les adversaires ciblés, du fait de leur forte puissance destructrice.